# Эфиопы в Балтиморе
В городе Балтимор, штат Мэриленд, проживает небольшое количество эфиопов. Американская эфиопская община сосредоточена в центральной части Балтимора, особенно в историческом китайском квартале Балтимора. В этом районе находится множество эфиопских предприятий, в том числе рестораны, кафе и рынок. Этот анклав, расположенный в 300-м квартале Парк-авеню, иногда называют Маленький Эфиопский Балтимор.р

## Демография
Из примерно 75 000 американцев эфиопского происхождения, проживающих в Мэриленде, от 30 000 до 50 000 живут в Большом Балтиморе. Население в основном работает владельцами малого бизнеса, таксистами, косметологами и медработниками. Эфиопская община представлена Эфиопским общественным центром в Балтиморе (ECCB), который предоставляет образовательные и вспомогательные услуги жителям города эфиопского происхождения.
В 2011 году иммигранты из Эфиопии были двадцать третьим по численности иностранным населением в Балтиморе.

## Культура
Благодаря эфиопским предпринимателям эфиопский кофе становится всё более популярным в Балтиморе, и многие рестораны и компании в этом регионе теперь предлагают эфиопский кофе.
По состоянию на 2013 год в Балтиморе и Вашингтоне насчитывается около 25 врачей эфиопского и эритрейского происхождения, а также туристические агентства, компании такси и парковки, принадлежащие эфиопам.

## История
В 1994 году несколько эфиопско-израильских еврейских студентов посетили Северо-Западную среднюю школу в Балтиморе, чтобы помочь преодолеть культурные различия между местными чернокожими и еврейскими общинами. Программа была спонсирована Антидиффамационной лигой и была направлена на развенчание стереотипов о евреях и повышение осведомлённости о чернокожих евреях.
В конце 2010-х годов были предприняты попытки возродить и оживить китайско-американское присутствие в историческом Чайнатауне, в первую очередь силами группы азиатско-американских художников Chinatown Collective. В январе 2019 года коллектив достиг соглашения с группой неазиатских инвесторов о реализации инвестиционного проекта стоимостью 30 миллионов долларов в Чайнатауне/Маленькой Эфиопии. Это вызвало опасения у некоторых жителей Эфиопии, которые беспокоятся, что это может повлечь за собой омоложение, которое может привести к вытеснению бедных жителей Эфиопии и представителей рабочего класса, а также владельцев бизнеса из Эфиопии.

## Религия
Большинство американцев эфиопского происхождения в Балтиморе — христиане, многие из них принадлежат к Эфиопской православной церкви Тевахедо. В Балтиморе также проживает небольшое количество евангелистов, эфиопских евреев и эфиопских мусульман.